# Uristes cansada
Uristes cansada är en kräftdjursart som beskrevs av J. L. Barnard 1961. Uristes cansada ingår i släktet Uristes och familjen Uristidae. Inga underarter finns listade i Catalogue of Life.